# Roland Claude
Pour les articles homonymes, voir Claude.
Ne doit pas être confondu avec Claude Roland.
Roland Claude (Nancy, 24 juillet 1910 - Mort pour la France le 14 juillet 1943 au large de la Sicile) est un militaire français, Compagnon de la Libération. Aviateur déjà expérimenté, il participe à la bataille de France en 1940 puis se rallie à la France libre. Opérant principalement au sein d'unités de la Royal Air Force, il est abattu au-dessus de la Méditerranée lors de l'invasion de la Sicile en 1943.

## Biographie

### Jeunesse et engagement
Roland Claude naît le 24 juillet 1910 à Nancy en Meurthe-et-Moselle. Né de père inconnu, il devient pupille de l'État en 1922. Désireux de faire carrière dans l'armée, il s'engage dans la marine le 27 juillet 1927. Il se porte volontaire pour l'Aéronautique navale et entre à l'école de la base aérienne d'Istres où il est formé de juillet 1928 à février 1929. Après avoir obtenu un brevet de pilote d'hydravion en juin 1929, il est affecté à la Base d'aéronautique navale de Fréjus-Saint Raphaël. Il devient pilote de chasse en 1936 sur la base d'Étampes.

### Seconde Guerre mondiale
Au début de la Seconde Guerre mondiale, Roland Claude participe à la bataille de France au cours de laquelle il est blessé à Boulogne-sur-Mer. Fait prisonnier, il est transféré en Belgique mais parvient rapidement à s'évader et à rejoindre ses lignes. Après l'armistice du 22 juin 1940, il est maintenu dans l'armée de Vichy mais songe déjà à poursuivre la lutte contre l'occupant allemand. Affecté sur la base de Tafraoui près d'Oran en Algérie, il reçoit la Croix de guerre 1939-1945 le 1er mars 1941. À l'issue de la cérémonie, il est autorisé à faire rouler son Martin Maryland pour le mener à son hangar. Il en profite alors pour décoller en compagnie de deux camarades et à s'enfuir d'Algérie. Il parvient à atterrir à Gibraltar malgré les tirs de DCA des armées espagnoles et britanniques le prenant pour un ennemi. Promu premier-maître le 1er avril, il est affecté au no 66 Squadron de la Royal Air Force avec lequel il pilote sur Spitfire, puis au no 32 Squadron RAF où il est formé sur Hurricane.
En octobre 1941, après avoir été promu enseigne de vaisseau de 2e classe, il est affecté au Groupe de chasse Île-de-France où il reste neuf mois. Il est muté en juin 1942 au no 118 Squadron RAF au sein duquel il frôle la mort le 17 juin quand son appareil est touché, le contraignant à se poser en catastrophe sans train d'atterrissage. Quelques jours plus tard, le 24 juin, il abat en collaboration un Focke-Wulf Fw 190 puis participe au raid de Dieppe le mois suivant. En janvier 1943, il est détaché à la Fleet Air Arm au sein de laquelle il est affecté au no 761 puis au no 807 Squadron RAF. Embarqué sur le porte-avion britannique HMS Indomitable, il est engagé dans l'invasion de la Sicile en juillet 1943. Le 14 juillet, à la tête d'une patrouille de Seafires, Roland Claude disparaît en mer alors qu'il attaque un Junkers Ju 88. Son corps n'est pas retrouvé.

## Décorations
|  |  |  |
|  |  |  |

| Officier de la Légion d'honneur | Officier de la Légion d'honneur | Compagnon de la Libération | Compagnon de la Libération | Médaille militaire | Médaille militaire |
| Croix de guerre 1939-1945       |                                 |                            |                            |                    |                    |

## Hommages
- Une rue de sa ville natale de Nancy a été baptisée en son honneur[5].
- Son nom est inscrit sur le monument de l'aéronautique navale érigé sur le cap de la Chèvre dans le Finistère[6].